# Channel One Cup

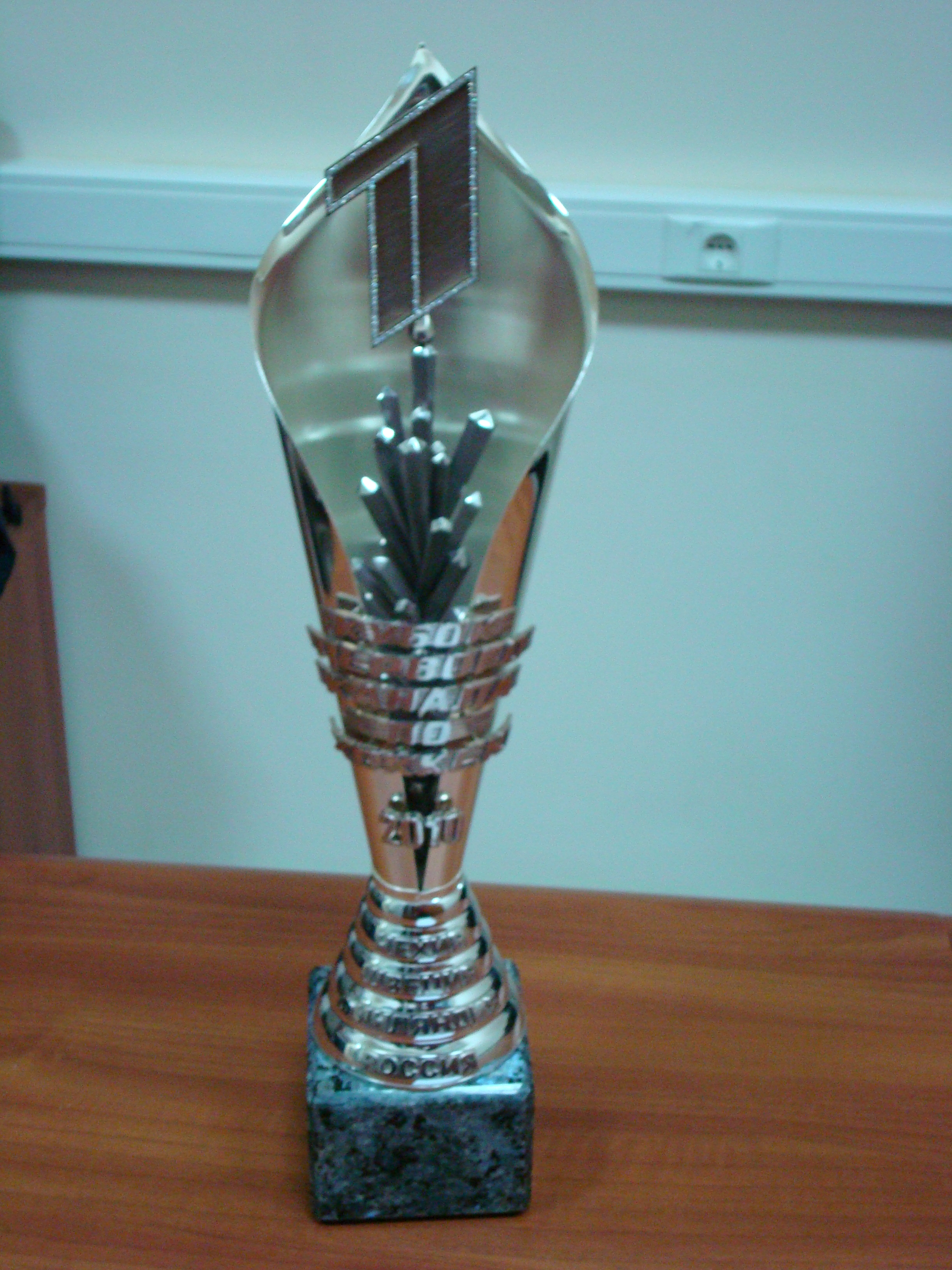
Pohár Channel One Cup (2010)

Channel One Cup (dříve nazýván Rosno Cup, Baltika Cup, O pohár listu Izvestija) je hokejový turnaj, pořádaný od roku 1967, který byl od roku 1996 do roku 2022 součástí Euro Hockey Tour. Turnaj se koná každým rokem v prosinci.

## Jména turnaje
- 1967 – Turnaj na počest 50. výročí Velké říjnové socialistické revoluce.
- 1968 – Mezinárodní turnaj
- 1969–1996 – O pohár listu Izvestija
- 1997–2003 – Baltika Cup
- 2004–2005 – Rosno Cup
- od 2006 – Channel One Cup

## Přehled jednotlivých turnajů
| Rok                                   | Zlatá medaile | Stříbrná medaile | Bronzová medaile | 4. místo   |
| ------------------------------------- | ------------- | ---------------- | ---------------- | ---------- |
| 1967                                  | SSSR "A"      | SSSR "B"         | ČSSR "B"         | ČSSR "A"   |
| 1968                                  | SSSR "A"      | SSSR "B"         | Finsko           | Kanada     |
| 1969                                  | SSSR          | Kanada           | ČSSR             | Švédsko    |
| 1970                                  | ČSSR          | SSSR             | Švédsko          | Finsko     |
| 1971                                  | SSSR          | ČSSR             | Finsko           | Švédsko    |
| 1972                                  | SSSR          | ČSSR             | Švédsko          | Finsko     |
| 1973                                  | SSSR          | ČSSR             | Finsko           | Polsko     |
| 1974                                  | ČSSR          | SSSR             | Švédsko          | Finsko     |
| 1975                                  | SSSR          | ČSSR             | Švédsko          | Finsko     |
| 1976                                  | SSSR          | Švédsko          | ČSSR             | Kanada     |
| 1977                                  | ČSSR          | SSSR             | Švédsko          | Finsko     |
| 1978                                  | SSSR          | ČSSR             | Kanada           | Švédsko    |
| 1979                                  | SSSR          | ČSSR             | Finsko           | Švédsko    |
| 1980                                  | SSSR          | ČSSR             | Finsko           | Švédsko    |
| 1981                                  | SSSR          | ČSSR             | Švédsko          | Finsko     |
| 1982                                  | SSSR          | Finsko           | ČSSR             | Švédsko    |
| 1983                                  | SSSR          | ČSSR             | Švédsko          | Finsko     |
| 1984                                  | SSSR          | ČSSR             | Finsko           | Švédsko    |
| 1985                                  | ČSSR          | SSSR             | Švédsko          | Kanada     |
| 1986                                  | SSSR          | Kanada           | Švédsko          | ČSSR       |
| 1987                                  | Kanada        | SSSR             | Švédsko          | ČSSR       |
| 1988                                  | SSSR          | Švédsko          | ČSSR             | Kanada     |
| 1989                                  | SSSR          | ČSSR             | Finsko           | Kanada     |
| 1990                                  | SSSR          | Švédsko          | ČSFR             | Finsko     |
| 1991                                  | nehrálo se    | nehrálo se       | nehrálo se       | nehrálo se |
| 1992                                  | Rusko II      | ČSFR             | Rusko I          | Švédsko    |
| 1993                                  | Rusko I       | Rusko II         | Švédsko          | USA        |
| 1994                                  | Rusko         | Česko            | Finsko           | Švédsko    |
| 1995                                  | Rusko         | Česko            | Švédsko          | Kanada     |
| 1996                                  | Švédsko       | Rusko            | Finsko           | Česko      |
| Od roku 1997 součást Euro Hockey Tour |               |                  |                  |            |
| 1997                                  | Česko         | Rusko            | Švédsko          | Finsko     |
| 1998                                  | Švédsko       | Česko            | Finsko           | Rusko      |
| 1999                                  | Rusko         | Česko            | Finsko           | Švédsko    |
| 2000                                  | Rusko         | Česko            | Finsko           | Švédsko    |
| 2001                                  | Česko         | Rusko            | Švédsko          | Finsko     |
| 2002                                  | Česko         | Finsko           | Rusko            | Slovensko  |
| 2003                                  | Finsko        | Česko            | Rusko            | Švédsko    |
| 2004                                  | Rusko         | Finsko           | Česko            | Švédsko    |
| 2005                                  | Rusko         | Finsko           | Švédsko          | Česko      |
| 2006                                  | Rusko         | Finsko           | Švédsko          | Česko      |
| 2007                                  | Rusko         | Finsko           | Česko            | Švédsko    |
| 2008                                  | Rusko         | Finsko           | Česko            | Švédsko    |
| 2009                                  | Finsko        | Rusko            | Česko            | Švédsko    |
| 2010                                  | Rusko         | Česko            | Švédsko          | Finsko     |
| 2011                                  | Švédsko       | Česko            | Rusko            | Finsko     |
| 2012                                  | Rusko         | Švédsko          | Finsko           | Česko      |
| 2013                                  | Česko         | Finsko           | Rusko            | Švédsko    |
| 2014                                  | Rusko         | Finsko           | Švédsko          | Česko      |
| 2015                                  | Česko         | Švédsko          | Finsko           | Rusko      |
| 2016                                  | Švédsko       | Rusko            | Finsko           | Česko      |
| 2017                                  | Rusko         | Česko            | Finsko           | Švédsko    |
| 2018                                  | Rusko         | Finsko           | Švédsko          | Česko      |
| 2019                                  | Švédsko       | Rusko            | Finsko           | Česko      |
| 2020                                  | Rusko         | Švédsko          | Finsko           | Česko      |
| 2021                                  | Finsko        | Rusko            | Kanada           | Švédsko    |
| Po vyřazení z Euro Hockey Tour        |               |                  |                  |            |
| 2022                                  | Bělorusko     | Rusko            | Kazachstán       | nikdo      |
| 2023                                  | Rusko         | Bělorusko        | Kazachstán       | Hvězdy VHL |

## Historická tabulka vítězství
| Stát      | Počet | Rok |
| --------- | ----- | --- |
| SSSR      | 19×   | 1967, 1968, 1969, 1971, 1972, 1973, 1975, 1976, 1978, 1979, 1980, 1981, 1982, 1983, 1984, 1986, 1988, 1989, 1990 |
| Rusko     | 18×   | 1992, 1993, 1994, 1995, 1999, 2000, 2004, 2005, 2006, 2007, 2008, 2010, 2012, 2014, 2017, 2018, 2020, 2023       |
| Česko     | 5×    | 1997, 2001, 2002, 2013, 2015                                                                                     |
| Švédsko   | 5×    | 1996, 1998, 2011, 2016, 2019                                                                                     |
| ČSSR      | 4×    | 1970, 1974, 1977, 1985                                                                                           |
| Finsko    | 3×    | 2003, 2009, 2021                                                                                                 |
| Kanada    | 1×    | 1987 |
| Bělorusko | 1×    | 2022 |